# Devs
Devs es una miniserie de televisión de drama y ciencia ficción creada, escrita y dirigida por Alex Garland que se estrenó el 5 de marzo de 2020 en Hulu, como parte de FX on Hulu. La miniserie finalizó el 16 de abril de 2020, con 8 episodios.

## Sinopsis
Devs sigue a «una joven ingeniera informática, Lily, quien investiga la división de desarrollo secreto de su empleador, una empresa de tecnología de vanguardia con sede en San Francisco, que ella cree que está detrás de la desaparición de su novio».

## Elenco

### Principal
- Sonoya Mizuno como Lily
- Nick Offerman como Forest
- Jin Ha como Jamie
- Zach Grenier como Kenton
- Stephen McKinley Henderson como Stewart
- Cailee Spaeny como Lyndon
- Karl Glusman como Sergei
- Alison Pill como Katie

### Recurrente
- Linnea Berthelsen como Jen
- Aimee Mullins como Anya
- Jefferson Hall como Pete
- Brian d'Arcy James como Anton
- Janet Mock como la senadora Laine
- David Tse como el padre de Lily
- Amaya Mizuno-André como Amaya

## Episodios
| N.º | Título      | Dirigido por | Escrito por  | Fecha de lanzamiento original | Código de prod. |
| --- | ----------- | ------------ | ------------ | ----------------------------- | --------------- |
| 1 | «Episode 1» | Alex Garland | Alex Garland | 5 de marzo de 2020            | XDV01001        |
| Lily y su novio Sergei son empleados de la compañía tecnológica Amaya. Después de que Sergei y su equipo demuestren su proyecto sobre la predicción del comportamiento animal a Forest, el CEO de Amaya, y Katie, una empleada de alto nivel, Forest ofrece a Sergei un puesto en el secreto equipo de Amaya Devs. Forest muestra a Sergei al laboratorio de la división, quien es escurridizo cuando Sergei hace preguntas sobre su papel allí y simplemente le dice que lo que debe hacer se aclarará. El código que Sergi ve le sorprende, y lo promueve a afirmar incrédulamente que lo cambia todo, y más tarde graba subrepticiamente el código usando su reloj de pulsera. Cuando Sergei sale del edificio de los Devs esa noche, Forest lo confronta acerca del robo del código, y aunque afirma que perdona a Sergei por sus acciones que cree que son inevitables, hace que Kenton, el jefe de seguridad de Amaya, asfixie a Sergei hasta la muerte con una bolsa de plástico después de que intente huir. Lily, preocupada porque Sergei no ha vuelto a casa, informa de su desaparición a Kenton y a Forest. Muestran a Lily imágenes que parecen mostrar a Sergei saliendo del edificio y de los terrenos de la empresa. Sin estar convencida, Lily descarga una copia de seguridad del teléfono de Sergei de la nube y descubre un programa sospechoso disfrazado de Sudoku, un juego que no le gustaba a Sergei y que está protegido por una contraseña. Para ayudarla a descifrar la contraseña antes de que demasiados intentos de acceder a ella borren los datos, contacta con su exnovio Jamie, con el que rompió hace dos años poco después de empezar a trabajar en Amaya. Jamie, disgustado por el trato distante que Lily le dio después de su ruptura, se niega a ayudar. Jen, la amiga de Lily, la convoca urgentemente al trabajo a la mañana siguiente, donde Forest y Kenton le muestran imágenes adicionales de Sergei suicidándose por autoinmolación. Lily corre al lugar que se ve en la filmación, la base de una estatua gigante de una niña en los terrenos de Amaya, y comienza a llorar y a lamentarse cuando ve el cuerpo quemado en el suelo. |             |              |              |                               |                 |
| 2 | «Episode 2» | Alex Garland | Alex Garland | 5 de marzo de 2020            | XDV01002        |
| Forest intenta consolar a Lily y le cuenta la muerte de su propia hija, Amaya, y la imposibilidad de enfrentarse a tan incomprensible realidad. Lily convence a Jamie de que descifre el programa del teléfono de Sergei y descubre que es una aplicación de mensajería del gobierno ruso que Sergei, un presunto espía industrial, estaba usando para contactar con su controlador. Kenton se encuentra con Forest en su casa y le aconseja que deje atrás el pasado. Forest le asegura que sí, pero más tarde utiliza una interfaz en el laboratorio de Devs, en la que el equipo ha logrado una proyección de la Crucifixión 2000 años en el pasado, para ver una proyección de su hija. Lily utiliza la aplicación para concertar una reunión con el controlador de Sergei, Anton, quien le dice que Sergei fue enviado para infiltrarse en Devs y que sospecha que la muerte de Sergei fue un asesinato. Se ofrece a llevarla a bordo en lugar de Sergei. Kenton observa su reunión. Jamie intenta convencer a Lily de que no contacte con nadie a través de la aplicación rusa, sin saber que ya lo ha hecho, y le ofrece su apoyo. Lily decide negarse a cooperar con Anton. Kenton sigue a Anton a un aparcamiento y le dice que matará a Lily si empieza a trabajar para Rusia. Anton se burla del secreto de Amaya y ataca a Kenton, apuñalándolo. Kenton le rompe el cuello a Anton en la lucha. |             |              |              |                               |                 |
| 3 | «Episode 3» | Alex Garland | Alex Garland | 12 de marzo de 2020           | XDV01003        |
| El senador Laine, que quiere usar la tecnología de Devs para el gobierno de los Estados Unidos, visita a Amaya y pregunta a Forest sobre su trabajo. Katie amonesta al equipo de Devs por usar el sistema de proyección para su propia diversión. Lily comparte sus sospechas con sus compañeros de trabajo de que Sergei fue asesinado, quienes le sugieren que se lo diga a Kenton. Jen menciona que Lily ha luchado con la esquizofrenia en el pasado, lo que Kenton reporta a Forest. Lily parece sufrir una crisis nerviosa durante una reunión con Kenton y se sube a un alféizar de una ventana alta, delante de Forest y el senador. Cuando Kenton va a su rescate, Jen copia los datos de su ordenador en una memoria flash - Lily con la ayuda de Jen finge dicho episodio de avería para obtener las imágenes de la cámara de seguridad de la noche de la muerte de Sergei. Lily ve las imágenes con Jamie, que se da cuenta de que las llamas en la pantalla no son reales, sino efectos digitales. En un flashback, Kenton aparece escenificando el suicidio de Sergei. |             |              |              |                               |                 |
| 4 | «Episode 4» | Alex Garland | Alex Garland | 19 de marzo de 2020           | XDV01004        |
| Al ver una proyección futura con Katie, Forest revela que Lily morirá en dos días. Lily y Jamie discuten la mañana siguiente a su estancia en el apartamento de Jamie sobre si contactar con la policía. Kenton espera a Lily fuera de su apartamento, donde el vagabundo que vive allí lo trata con sospecha y le ofrece a Lily su apoyo. Kenton presiona a Lily para que vea a un psiquiatra, con el que habla de su consumo de drogas en el pasado y de su relación distante con su madre, que se volvió a casar y se mudó a Hong Kong después de que el padre de Lily muriera. Lyndon desarrolla un nuevo algoritmo basado en la interpretación de muchos mundos, en lugar de la determinista teoría de De Broglie-Bohm favorecida por Forest, que permite escuchar un sonido claro en las proyecciones de Devs, pero Forest rechaza su trabajo y lo despide. El psiquiatra le informa a Kenton que lo más probable es que Lily esté fingiendo su esquizofrenia, pero mientras se alejan, Kenton le miente a Lily que el doctor dijo que era psicótica y que tenía riesgo de suicidio. Cuando Lily se da cuenta de que Kenton la lleva a un lugar desconocido, toma el volante y choca el auto, lo que le permite escapar cuando el impacto deja a Kenton inconsciente. Katie aplica el algoritmo de Lyndon a las ondas de luz, lo que resulta en imágenes de color claro, y llama a una proyección de la hija de Forest, Amaya, haciéndole llorar. Lily corre al apartamento de Jamie, donde llama a la policía para denunciar la muerte de Sergei como un asesinato. La policía llega, acompañada por el psiquiatra y Kenton, y arresta a Lily por causar el accidente y se la lleva para internarla en un psiquiátrico, mientras Kenton obliga brutalmente a Jamie a volver a su apartamento. |             |              |              |                               |                 |
| 5 | «Episode 5» | Alex Garland | Alex Garland | 26 de marzo de 2020           | XDV01005        |
| Katie ve proyecciones de eventos desde varios puntos en el tiempo en el laboratorio de Devs, incluyendo Kenton torturando a Jamie, Lily a los diez años jugando a Go con su padre y hablando con él en su lecho de muerte, el primer encuentro de Sergei y Lily en el trabajo y admitiendo su amor mutuo por primera vez, Forest reclutando a Katie en una conferencia sobre la superposición de partículas cuánticas después de que ella discute con el profesor por ignorar la interpretación de los muchos mundos, el equipo de Devs trabajando en una prueba de proyección temprana, Forest presenciando el accidente de auto que mató a su mujer y a su hija (superpuesto a una realidad en la que llegan a casa a salvo), Katie hablando con Forest sobre sus razones para iniciar el Devs, Kenton diciéndole a Forest y a Katie que los entregará a las autoridades en lugar de ir él mismo a la cárcel, Lily cayendo a su muerte dentro del laboratorio de Devs, y finalmente, Jamie diciéndole a su familia que se escondiera antes de sacar a escondidas a una Lily fuertemente sedada de la sala de psiquiatría, que Katie observa con una sonrisa. |             |              |              |                               |                 |
| 6 | «Episode 6» | Alex Garland | Alex Garland | 2 de abril de 2020            | XDV01006        |
| Lyndon entra en la Winnebago de Stewart y le pide que le ayude a recuperar su trabajo en Devs, ya que no está dispuesto a abandonar su trabajo en el proyecto. Lily se despierta en el motel de Napa al que James la llevó, y tras decidir que no pueden huir, decide volver a San Francisco para enfrentarse a Forest en su casa. Lo encuentran allí junto con Katie, que según Forest puede responder a las preguntas de Lily. Katie confirma para Lily que ella y Forest son amantes y que Sergei fue asesinado por Kenton, y explica la naturaleza del sistema Devs, un poderoso ordenador que puede mostrar las acciones de cualquier sujeto en el pasado o en el futuro. Sin embargo, las proyecciones futuras cesan en un cierto punto en el tiempo, más allá del cual sólo hay estática impenetrable, debido a una supuesta ruptura de las leyes de la física misma. Katie le dice a Lily que este evento está ahora a sólo 21 horas, y cree que Lily, que ha sido vista entrando en el laboratorio de Devs en el futuro, es la causa. El punto de vista determinista de Katie enfurece a Lily, y ella se va con Jamie; Kenton, que los ha estado observando desde que llegaron, los sigue. Lily decide volver a casa, e invita a Jamie a dormir en su cama donde se les ve besándose. |             |              |              |                               |                 |
| 7 | «Episode 7» | Alex Garland | Alex Garland | 9 de abril de 2020            | XDV01007        |
| Lyndon busca recuperar su posición en el ahora totalmente operativo Devs hablando con Katie. Ella le dice que puede volver a unirse al proyecto si demuestra su fe en la interpretación de los muchos mundos parándose a una altura peligrosa con vista a una presa, asumiendo que sólo será consciente de los mundos en los que no caiga a su muerte. Se adhiere a esta visión, pero cae y muere en el mundo actual. Lily planea probar que el equipo de Devs está delirando al no aparecer cuando la máquina predice que lo hará. Sin embargo, Kenton aparece en su apartamento para asesinar a ella y a Jamie. Dispara y mata a Jamie con una pistola silenciada, pero es asesinado por Pete, salvando la vida de Lily. Pete revela que trabaja para la misma gente que Sergei. Le presenta a Lily una opción: ir a la CIA, o irse a Hong Kong y no volver nunca a los Estados Unidos En su lugar, se dirige a Devs. |             |              |              |                               |                 |
| 8 | «Episode 8» | Alex Garland | Alex Garland | 16 de abril de 2020           | XDV01008        |
| Dentro de los laboratorios de Devs, Forest muestra a Lily una proyección de lo que está a punto de hacer: sosteniendo a Forest a punta de pistola, Lily lo forzará a entrar en la cápsula de transporte que sale de Devs y le disparará. La cápsula se estrellará y Lily morirá en la caída; más allá de este punto, Devs no puede ver nada. Forest le dice a Lily que sus acciones han sido predeterminadas y que el verdadero nombre del sistema es Deus. Lily conduce a Forest a la cápsula tal y como se había proyectado, pero al cerrarse las puertas, tira el arma, impactando a Forest. Antes de que puedan llegar a la entrada, Stewart anula el campo electromagnético que suspende la cápsula y hace que se estrelle, y Forest y Lily se asfixian. Stewart le dice a una devastada Katie que el sistema debe ser detenido, y se aleja. Lily recupera repentinamente la conciencia el día antes de que Sergei se uniera a Devs, y encuentra un campo vacío donde una vez estuvo el edificio de Devs; aquí, encuentra a Forest jugando con su esposa e hija. Le dice que Katie las reconstruyó desde el momento de su muerte y que ahora existen en una simulación dentro de la máquina de Devs, donde las dos son las únicas que recuerdan lo que pasó. En el mundo real, una emotiva Katie revela el sistema Devs al senador Laine, y le pide que le ayude a mantenerlo encendido. Dentro de Devs, Lily encuentra a Jamie y lo abraza, y él regresa. |             |              |              |                               |                 |

## Producción

### Desarrollo
El 13 de marzo de 2018, se anunció que FX había ordenado la producción de un episodio piloto. El guion del piloto fue escrito por Alex Garland quien también debía dirigir y producir el episodio. El 23 de julio de 2018, Rob Hardy mencionó en una entrevista que sería el director de fotografía de la serie.
El 3 de agosto de 2018, durante la gira anual de prensa de verano de Television Critics Association, se anunció que FX había decidido pasar por alto el proceso piloto y que, en su lugar, estaba dando a la producción un pedido directo a la serie que consistía en ocho episodios que se estrenarán en 2019. Se informó que otros productores ejecutivos fueron: Andrew Macdonald, Allon Reich, Eli Bush, y Scott Rudin.
Garland apareció en New York Comic Con y explicó su razonamiento detrás de la creación de la serie: «Leo más sobre la ciencia que sobre cualquier otra cosa, y comenzó con dos cosas. Una fue ponerme a pensar en este principio de determinismo, que básicamente dice que todo lo que sucede en el mundo se basa en la causa y el efecto... Eso tiene todo tipo de implicaciones para nosotros. Una es que quita el libre albedrío, pero la otra es que si estás en un ordenador lo suficientemente potente, podrías usar el determinismo para predecir el futuro y entender el pasado. Si desentrañas todo sobre ti, sobre los detalles de por qué prefieres una taza de café a un té... entonces cinco segundos antes de que digas que te gustaría tomar una taza de café uno sería capaz de predecir que la pedirías». En noviembre de 2019, se anunció que la miniserie se estrenaría en Hulu en lugar de FX, como parte de «FX on Hulu». El 9 de enero de 2020, se anunció que la miniserie se estrenaría el 5 de marzo de 2020.

### Casting
Junto con el anuncio del pedido de la serie, se confirmó que Sonoya Mizuno, Nick Offerman, Jin Ha, Zach Grenier, Stephen McKinley Henderson, Cailee Spaeny, y Alison Pill habían sido elegidos para los papeles principales de la serie.

### Rodaje
El rodaje de la serie había comenzado en agosto de 2018, con escenas rodadas en la UC Santa Cruz.

## Banda sonora
La mayor parte de lo que se puede escuchar en la serie es la siniestra banda sonora de Ben Salisbury y Geoff Barrow, quienes trabajaron previamente con Alex Garland en sus películas Ex Machina y Aniquilación. Pero Devs también incluye temas anteriores a la serie, algunos de ellos auténticos clásicos del pop.
- Episodio 1: "Regnantem Sempiterna" (Officium, 1994): Jan Garbarek and the Hilliard Ensemble
- Id.: "The Zoo": FEWS
- Id.: "After The Disco": Broken Bells
- Episodio 2: "Congregation": Low
- Episodio 3: "Fortunate Ones": Beacon Sound Choire
- Id.: "Aquarius": Original London Cast Recording
- Episodio 4: "Menergy": Patrick Cowley
- Id.: "Fortunate Ones": Beacon Sound Choire
- Episodio 5: "Oh I Wept" (Fire and Water, 1970): Free
- Id.: "Ocean Eyes" (Don't Smile at Me, 2016): Billie Eilish
- Episodio 6: "Guinevere" (Crosby, Stills & Nash, 1969): Crosby, Stills & Nash
- Episodio 7: "Sweet Little Mystery": John Martyn
- Episodio 8: "Regnantem Sempiterna" (Officium, 1994): Jan Garbarek and the Hilliard Ensemble

## Lanzamiento

### Marketing
El primer adelanto de la serie fue lanzado el 5 de octubre de 2019. Los dos primeros episodios de la serie se estrenaron el 5 de marzo de 2020, y el resto se estrenaran semanalmente en Hulu bajo la etiqueta «FX on Hulu».

### Distribución
En India, la serie se estrenó en Hotstar el 6 de marzo de 2020. En España, se lanzó el 6 de marzo de 2020 en HBO España. La serie se estrenó en BBC Two en el Reino Unido el 15 de abril de 2020, con toda la serie disponible en BBC iPlayer al mismo tiempo. En Brasil, se estrenó el 27 de agosto de 2020 en la App de Fox Premium y en Fox Premium 1. En Latinoamérica se estrenó el 28 de agosto de 2020 en la App de Fox Premium y en Fox Premium Series.

## Recepción

### Críticas
En Rotten Tomatoes la miniserie tiene un índice de aprobación del 81%, basado en 84 reseñas, con una calificación promedio de 7.64/10. El consenso crítico del sitio dice, «Una meditación sobre la humanidad de una belleza inolvidable, el lento despliegue de Devs puede poner a prueba la paciencia de algunos espectadores, pero los fans de los singulares talentos de Alex Garland encontrarán mucho que masticar». En Metacritic, tiene puntaje promedio ponderado de 70 sobre 100, basada en 31 reseñas, lo que indica «críticas generalmente favorables».
Brian Tallerico de RogerEbert.com escribió una reseña muy positiva y la calificó de «asombrosamente ambiciosa» y declaró: «En última instancia, es una experiencia inolvidable y gratificante». Tallerico elogió el trabajo de Garland y concluyó escribiendo, que es «una de las mejores nuevas series en mucho tiempo». Brian Lowry de CNN le dio una crítica positiva, resumiendo que es «un concepto alucinante que no se une del todo al final, pero que sigue siendo inquietante y provocativo en todo momento».
James Poniewozik de The New York Times, declaró que «Muestra lo que Garland hace bien, ideas y atmósfera, mientras amplifica sus debilidades en el carácter y la trama. Como dicen los técnicos, se escala para bien y para mal». Sophie Gilbert de The Atlantic escribió que «Devs es sólo la última de una serie de programas de rompecabezas más preocupados por su propia inteligencia y sus giros laberínticos que por la carga de la vigilancia».
The New York Times entrevistó al físico teórico Sean Carroll sobre las amplias declaraciones sobre la humanidad y el determinismo de los creadores de Devs y Westworld. Cuando se le preguntó qué serie prefería, Carroll respondió: «Me impresionó mucho cómo los creadores de Devs estaban haciendo algo muy, muy diferente. Me pareció una serie muy bien hecha. Era lenta y contemplativa, pero es un cambio de ritmo perfecto de lo que normalmente vemos en las películas de acción».